# 10 d'Andròmeda
10 d'Andròmeda (10 Andromedae) és una estrella gegant de la classe M0, de la constel·lació d'Andròmeda.